# Espagnol paraguayen
L'espagnol paraguayen ou castillan paraguayen (espagnol : español paraguayo  ou castellano paraguayo) est la variante de l'espagnol employée au Paraguay. Il se caractérise par de fortes influences guarani, le Paraguay étant le seul pays hispanophone d'Amérique latine dont la majorité de la population est bilingue.
L'espagnol paraguayen lui-même présente de fortes caractéristiques de l'espagnol parlé auparavant dans le nord de l'Espagne, car la plupart des premiers colons étaient des Vieux-Castillans, des Galiciens et des Basques. Outre la forte influence du guarani, l'espagnol paraguayen est également influencé par l'espagnol rioplatense, en raison de sa proximité géographique, historique et culturelle, avec lequel il partage des caractéristiques communes, telles que le voseo, une partie du lexique et certains mots d'origine européenne.
Selon la constitution paraguayenne, le castillan est l'une des langues officielles (avec le guarani). La constitution utilise la forme « castillan » pour désigner cette langue et, en général, les deux formes sont utilisées de manière interchangeable dans le pays. L'espagnol est la langue maternelle et deuxième langue de 90 % de la population paraguayenne : environ 60 % l'ont comme langue maternelle, tandis qu'environ 30 % des locuteurs du guarani l'ont comme deuxième langue.

## Caractéristiques

### Régions
Les principales caractéristiques de l'espagnol paraguayen se sont développées en partie en raison de l'isolement du Paraguay au début de son indépendance. Par exemple, José Gaspar Rodríguez de Francia, président du pays de 1814 à 1840, a gardé les frontières du Paraguay fermées pendant pratiquement toute cette période. En outre, pendant plusieurs périodes, le pays a été isolé géographiquement, politiquement et économiquement de ses voisins, en partie à cause de l'éloignement et des conflits. Tous ces événements ont permis à l'espagnol parlé au Paraguay de développer ses propres caractéristiques, sous l'influence du guarani, en raison du grand nombre d'indigènes guaranis et de métis résidant dans le pays à l'époque .
L'espagnol paraguayen, en raison de sa proximité géographique et culturelle, présente de nombreuses similitudes avec l'espagnol rioplatense (c'est-à-dire l'espagnol parlé en Argentine et en Uruguay), telles que l'utilisation du voseo et de certains vocabulaires, comme celui du lunfardo. Cela est dû à l'influence — surtout argentine — de la musique, du cinéma, de la télévision et de la littérature sur la population paraguayenne au cours du XXe siècle, bien qu'il diffère par le yeísmo et l'intonation.

### Locuteurs
Dans les années 2020, environ 90 % de la population parle et/ou comprend l'espagnol (en tant que première ou deuxième langue). Selon le rapport 2020 de l'Institut Cervantes intitulé El Español: Una lengua viva (français : L'espagnol : une langue vivante), 68 % de la population (4 946 322 habitants) du Paraguay a une bonne maîtrise de la langue espagnole. Les 32 % restants (2 306 350 habitants) appartiennent au groupe de compétence limitée, qui a une mauvaise maîtrise de la langue espagnole ; la plupart d'entre eux sont des guaranis, qui ont l'espagnol comme deuxième langue.
Dans le langage courant, le yopará (mélange d'espagnol et de guarani) est largement utilisé, et même le guarani, plus fermé — selon l'environnement social — car il s'agit de la langue maternelle d'une grande partie de la population. La majorité de la population (77 %) comprend le guarani de base ou le jopará, mais le nombre de personnes parlant couramment le guarani est considérablement réduit dans les zones urbaines. Le monolinguisme castillan (ne pas parler ou comprendre le guarani) semble également augmenter parmi la nouvelle génération de jeunes nés dans les zones urbaines.